# Wyoming (Minnesota)
Wyoming é uma cidade localizada no estado americano de Minnesota, no Condado de Chisago.

## Demografia
Segundo o censo americano de 2000, a sua população era de 3048 habitantes.
Em 2006, foi estimada uma população de 3852, um aumento de 804 (26.4%).

## Geografia
De acordo com o United States Census Bureau tem uma área de
7,5 km², dos quais 7,4 km² cobertos por terra e 0,1 km² cobertos por água.

## Localidades na vizinhança
O diagrama seguinte representa as localidades num raio de 16 km ao redor de Wyoming.